# Bretagne et autogestion
 (août 2025).
Si vous disposez d'ouvrages ou d'articles de référence ou si vous connaissez des sites web de qualité traitant du thème abordé ici, merci de compléter l'article en donnant les références utiles à sa vérifiabilité et en les liant à la section « Notes et références ».
Bretagne et autogestion est le nom d'un colloque, tenu les 23 et 24 juin 1973 à Mûr-de-Bretagne, dont l'objectif « était d'essayer de préciser le contenu de l'autogestion et ses applications immédiates et à terme à la réalité bretonne. » Organisé à l'initiative de militants politiques, syndicaux et associatifs bretons, dont des membres du Parti socialiste unifié (PSU), du Parti communiste breton, de la CFDT, du MJRC, des paysans-travailleurs, des ouvriers de Big Dutchman... Il eut un réel succès (environ 130 personnes y assistèrent) et regroupa une très large gamme d'organisations de l'extrême gauche bretonne et des mouvements bretons.
L'appel au colloque était signé par J. Bars (PSU), G.Beauto (paysan-travailleur), Y.M. Biget (syndicaliste anarchiste), J.-P. Boinet (ouvrier à Big Ducthman), J.Carel (paysan-travailleur), Yann-Morvan Gefflot (Parti Communiste Breton), Alain Guel (écrivain), Alain Guillerm (PSU), Fañch Kerrain (enseignant), J. Le Borgne (ouvrier), Gwenc’hlan Le Scouëzec (médecin).
Outre les organisations présentes dans l'appel, plusieurs groupes furent représentés : le parti nationaliste de droite Strollad Ar Vro, Sav Breizh, la Ligue communiste, le Rassemblement anarchiste de Rennes, et des militants maoïstes de L'Humanité Rouge et de la Cause du Peuple dont Jean-Pierre Le Dantec,. Jean Bars tira un bilan relativement positif de ce colloque. La grande diversité des organisations présentes avait permis une vaste confrontation des idées, même si celle-ci eut tendance à dévier parfois du fait des désaccords avec les maoïstes, pour qui l'autogestion n'apportait rien de nouveau, ainsi qu'avec certains partis bretons qui considéraient que la révolution socialiste pouvait prendre la forme d'une lutte de libération nationale. Un consensus avait cependant émergé autour de deux points : la reconnaissance de l'autogestion comme fait politique, et la reconnaissance de revendications particulières à la Bretagne (droit de vivre et travailler au pays, égalité des conditions de travail et salaires avec les autres régions françaises, droit pour la langue bretonne à une place égale au français dans l'enseignement, l'administration, les organes d'information).